# Keiji Yamaguchi
Keiji Yamaguchi (jap. 山口 圭司, Yamaguchi Keiji; * 17. Februar 1974 in Hakodate, Japan) ist ein ehemaliger japanischer Boxer im Halbfliegengewicht. Er wurde von Hiroaki Tsuda gemanagt.

## Profikarriere
Im Jahre 1992 begann der Rechtsausleger erfolgreich seine Profikarriere. Am 21. Mai 1996 boxte er gegen Carlos Murillo um den Weltmeistertitel des Verbandes WBA und gewann durch geteilte Punktrichterentscheidung. Noch im selben Jahr verteidigte Yamaguchi mit einem einstimmigen Punktsieg diesen Titel im direkten Rematch gegen Carlos Murillo und verlor ihn an den Thailänder Pichit Chor Siriwat durch technischen K. o. in Runde 2.
Im Jahre 2002 beendete Keiji Yamaguchi seine Karriere.